# Моравский куриный пирог
Моравский куриный пирог (англ. Moravian chicken pie) — мясной пирог, который появился в городе Салем, Северная Каролина. Это традиционный закрытый пирог, приготовленный из слоёного песочного теста, наполненный только кусочками варёного куриного мяса и густым соусом на основе бульона. В отличие от так называемых «горшечных пирогов» с курицей, в начинку никогда не добавляют овощи. Пирог подаётся ломтиками с горячим куриным соусом сверху и дополнительным соусом сбоку. Картофельное пюре является распространённым дополнением.

## История
Моравские иммигранты, основавшие Салем в 1766 году, были хорошо знакомы с приготовлением мясных пирогов, которые являются основным продуктом кухни Центральной Европы, их прародины. В соответствии с простым и скромным моравским образом жизни для приготовления куриного пирога требовалось всего пять легкодоступных ингредиентов (курятина, бульон, мука, масло, соль) и короткое время выпечки на открытом огне.
Со времён колонизации Америки европейцами рецепт моравского куриного пирога мало изменился, а его кулинарная слава распространилась далеко за пределы Уинстон-Сейлема, он стал культовым блюдом Северной Каролины. Свежие и замороженные пироги доступны в ресторанах, магазинах и специализированных продуктовых магазинах по всему региону Пидмонт. Домашние моравские пироги с курицей являются обычным продуктом для сбора средств в местных церквях, настолько, что пасторы, как известно, оценивают стоимость различных церковных проектов по количеству пирогов с курицей, которые необходимо продать для финансирования проекта.